# Климовица
Климовица (укр. Климовиця) — село в Иршавской общине Хустского района Закарпатской области Украины.
Население по переписи 2001 года составляло 397 человек. Почтовый индекс — 90112. Телефонный код — 3144. Занимает площадь 1,05 км². Код КОАТУУ — 2121983604.